# Sigma (Capiz)
Sigma is een gemeente in de Filipijnse provincie Capiz op het eiland Panay. Bij de laatste census in 2007 had de gemeente bijna 29 duizend inwoners.

## Geografie

### Bestuurlijke indeling
Sigma is onderverdeeld in de volgende 21 barangays:
| - Acbo - Amaga - Balucuan - Bangonbangon - Capuyhan - Cogon - Dayhagon - Guintas - Malapad Cogon - Mangoso - Mansacul | - Matangcong - Matinabus - Mianay - Oyong - Pagbunitan - Parian - Pinamalatican - Poblacion Norte - Poblacion Sur - Tawog |

## Demografie
Sigma had bij de census van 2007 een inwoneraantal van 28.709 mensen. Dit zijn 1.343 mensen (4,9%) meer dan bij de vorige census van 2000. De gemiddelde jaarlijkse groei komt daarmee uit op 0,66%, hetgeen lager is dan het landelijk jaarlijks gemiddelde over deze periode (2,04%). Vergeleken met de census van 1995 is het aantal mensen met 2.908 (11,3%) toegenomen.

De bevolkingsdichtheid van Sigma was ten tijde van de laatste census, met 28.709 inwoners op 101,71 km², 282,3 mensen per km².